# 布氏毛杜父魚
布氏毛杜父魚，為輻鰭魚綱鮋形目杜父魚亞目杜父魚科的其中一種，為溫帶海水魚，分布於北太平洋日本海北部至白令海海域，棲息深度7-87公尺，體長可達22.5公分，棲息在砂底質底層水域，生活習性不明。